# Franny Beecher
Francis «Franny» Beecher (Norristown, Pennsylvania; 29 de septiembre de 1921-Philadelphia, Pennsylvania; 24 de febrero de 2014) fue un guitarrista y compositor estadounidense, famoso por haber sido el guitarrista líder del grupo Bill Haley & His Comets entre 1954 a 1962. 
Antes de formar una de las primeras banda de rock and roll de la historia, Beecher fue guitarrista de la orquesta de Benny Goodman a fines de los años 40; donde registró más de veinte grabaciones.
Cabe destacar el uso de guitarras Les Paul y Gibson en sus presentaciones en vivo y la técnica de velocidad que utilizó en varias de las canciones Bill Haley & His Comets; así como se aprecia el solo de «Rock Around the Clock», el mayor éxito del grupo. Sus solos de guitarra; estuvieron influidos en el jazz y la música country.
En 2012, a los 90 años de edad, fue incluido como miembro de Bill Haley & His Comets, en el Salón de la Fama del Rock and Roll.
Murió el 24 de febrero de 2014, a los 92 años, de causas naturales. A lo largo de su carrera, participó en más de cien grabaciones.